# Ebenia trichopoda
Ebenia trichopoda là một loài ruồi trong họ Tachinidae.